# Aeroportul Kandrian
Aeroportul Kandrian (IATA: KDR, ICAO: AYKC) este un aeroport din Kandrian⁠(d), Kandrian-Gloucester District⁠(d), West New Britain Province⁠(d), Papua Noua Guinee.
Situat la o altitudine de 91 m, aeroportul dispune de o singură pistă.